# Emelie Friberg
Moa Emelie Caroline Friberg, född 13 mars 1983 i Heliga Trefaldighets församling i dåvarande Kristianstads län, är en svensk illustratör. Hon har gjort en engelsk webbserie med Mattias Thorelli som heter What Birds Know.